# 16 de febrer
El 16 de febrer és el quaranta setè dia de l'any del calendari gregorià. Queden 318 dies per a finalitzar l'any i 319 en els anys de traspàs.

## Esdeveniments
Països Catalans
- 1918: Barcelona: S'inaugura la primera exposició individual de Joan Miró, a les Galeries Dalmau, amb la presentació de 64 obres entre pintures, aquarel·les i pastels, fetes entre 1914 i 1917.
- 1935: Manacor: Estrena al Teatre Principal del sainet musical Ai Quaquin que has vengut de prim!, de Sebastià Rubí (llibret) i Antoni M Servera (música).[1]
- 1936: Catalunya: El Front d'Esquerres hi guanya les eleccions legislatives.
- 2021: Lleida: Detenen al raper Pablo Hasél a la Universitat de Lleida, on s'havia tancat amb diversos simpatitzants per a dificultar el seu arrest.[2]

Resta del món
- 1267: Badajoz, Corona de Castella: signatura del Tractat de Badajoz entre Alfons X de Castella i Alfons III de Portugal.
- 1543: Heian-kyō, actual Kyoto, Japó: Kanō Eitoku, pintor japonès, un dels més prominents patriarques de l'escola Kano de pintura japonesa (m. 1590).[3]
- 1936: Espanya: El Front Popular hi guanya les eleccions legislatives.
- 2004: Sydney, Austràlia: Hi esdevenen greus avalots en protesta per la mort d'un jove aborigen.[4]
- 2005: Entra en vigor el Protocol de Kyoto, ratificat per 141 estats.
- 2022: Carla Simón guanya l'Os d'Or amb la pel·lícula Alcarràs al 72è Festival Internacional de Cinema de Berlín.[5]

## Naixements
Països Catalans
- 1594 - Barcelona: Juliana Morell, humanista, teòloga, traductora i escriptora (m. 1653).[6]
- 1862 - Barcelona: Miquel Utrillo, enginyer, pintor, decorador, crític d'art i promotor artístic català.
- 1891 - Sabadell: Lluís Papell i Comas, periodista i escriptor català.
- 1907 - Barcelona: Anna Maria Martínez Sagi, poeta, sindicalista, periodista, feminista i atleta republicana catalana (m. 2000).[7]
- 1928 - Balsareny, Bages: Pere Casaldàliga i Pla, religiós català (m. 2020).
- 1936 - València: Joan Piquer i Simón, cineasta valencià.
- 1955 - Barcelona: Toni Xuclà, músic català.
- 1993 - Vilanova i la Geltrú: Clàudia Miret i Molins, jugadora d'hoquei sobre patins catalana.[8]

Resta del món
- 1799 - París: François Dauverné, músic francès del Romanticisme.
- 1878:
  - Pimlico, Londres (Anglaterra): Pamela Colman Smith, també anomenada Pixie, artista, il·lustradora i escriptora (m. 1951).
  - Pori (Finlàndia): Selim Palmgrem, compositor, pianista i director d'orquestra finlandès (m. 1951).[9]
- 1893 - Berlín: Katharine Cornell, actriu teatral estatunidenca, a més d'escriptora i productora teatral (m. 1974).[10]
- 1904 - Milwaukee, Wisconsin, EUA: George F. Kennan, diplomàtic i conseller governamental nord-americà, figura clau a la Guerra Freda.
- 1910 - Bucarest: Lucia Demetrius, actriu, traductora i poetessa romanesa (m. 1992).[11]
- 1924 - Ettal, districte de Garmisch-Partenkirchen, Alemanya: Annemarie Buchner, coneguda popularment com a Mirl Buchner, esquiadora alemanya (m. 2014).[12]
- 1926 - Londres, Regne Unit: John Schlesinger, director, actor, guionista i productor de cinema britànic.
- 1939 - Johannesburg, Sud-àfrica: Marita Napier, una de les grans cantants d'òpera sud-africanes del segle xx (m. 2004).[13]
- 1942 - Santiago de Xile, Xile: Gabriel Brnčić, compositor, pedagog i especialista en tecnologia i música electroacústica xilè establert a Barcelona.[14]
- 1944 - Jackson (Mississipi), EUA: Richard Ford, escriptor estatunidenc.[15]
- 1953 - La Verne, Califòrnia: Roberta Williams, dissenyadora de videojocs.[16]
- 1965 - Angers: Valérie Trierweiler, periodista política francesa.[17]
- 1968 - Esmirna, Turquia: Ceyda Aslı Kılıçkıran, periodista i directora de cinema.
- 1979 - Urbino, Itàlia: Valentino Rossi, pilot de motociclisme italià, campió del món nou vegades en diferents cilindrades.[18]

## Necrològiques
Països Catalans
- 1931 - Madrid, Espanya: Joan Vert, compositor valencià de sarsueles (40 anys).[19]
- 1960 - Tolosa, Llenguadoc: Natividad Yarza Planas, la primera alcaldessa a Catalunya i a Espanya elegida democràticament a les eleccions de gener del 1934 (n. 1872).[20]
- 1964 - Petròpolis, Brasil: Emili Mira i López, psiquiatre català.
- 1974 - Barcelona: Maria Teresa Vernet, novel·lista, poeta i traductora anterior a la guerra civil espanyola (n. 1907).[21]
- 1997 - Nova York (EUA): Chien-Shiung Wu: física nord-americana d'origen xinès, responsable de l'experiment de Wu, que va revolucionar la física en contradir la conservació de la paritat (n. 1912).[22]
- 2000 - Barcelona: Enric Casassas i Simó, químic català.
- 2011:
  - Singapur: Santi Santamaria, cuiner català (n. 1957).
  - Argelers, Rosselló: Jordi Barre, cantautor nord-català (n. 1920).
- 2021 - Barcelona: Joan Margarit i Consarnau, poeta, arquitecte i professor universitari (n. 1938).[23]

Resta del món
- 1573 - Magúncia: Georg Witzel, pedagog i compositor de música religiosa.
- 1803 - Praga, Bohèmia: Giovanni Punto, concertista de trompa i compositor.
- 1864 - Litoměřice: Václav Jindřich Veit conegut en alemany com Wenzel Heinrich Veit, compositor, copista, pianista i advocat txec.
- 1899 - París (França): Félix Faure, President de la República Francesa (n. 1841).
- 1907 - Bolonya (Itàlia): Giosuè Carducci, poeta italià, Premi Nobel de Literatura de 1906 (n. 1835).
- 1970 - Nova York (EUA): Francis Peyton Rous, patòleg estatunidenc, Premi Nobel de Medicina o Fisiologia de l'any 1966 (n. 1879).
- 1976 - Moscou, Rússia: Liudmila Kéldix, matemàtica soviètica coneguda per la teoria de conjunts i la topologia geomètrica (n. 1904).[24]
- 1977 - Budapest: Rózsa Politzer, més coneguda com a Rózsa Péter, matemàtica hongaresa (n. 1905).[25]
- 1990 - Nova York, EUA: Keith Haring, artista i activista social nord-americà (n. 1958).
- 1992 - Londres: Angela Carter, novel·lista i periodista anglesa (n. 1940).[26]
- 1993 - Israel: Amos Guttman, director de cinema israelià.
- 2000: 
  - Ontario, Canadà: Lila Kedrova, actriu nascuda a Rússia que treballà en el cinema francès (n. 1918).[27]
  - Vigo, Galícia: Suso Vaamonde, cantautor i compositor gallec. Va formar part del moviment musical i reivindicatiu Voces Ceibes.
- 2013- 
  - Benalmádena, Màlaga: Marifé de Triana, cantant de copla andalusa i actriu espanyola (n. 1936).[28]
  - Estocolm, Suècia: Eric Ericson, director de cor i professor de direcció coral suec (n. 1918).
- 2016 - El Caire, Egipte: Boutros Boutros-Ghali, diplomàtic egipci, secretari general de les Nacions Unides (n. 1922).

## Festes i commemoracions
- 2010, Dimarts de Carnaval
- 2012, Dijous Gras

Santoral
Església Catòlica
- Sants i beats al Martirologi romà (2011):
  - Juliana de Nicomèdia, verge i màrtir;
  - Porfiri, Seleuci i companys màrtirs de Cesarea (309).[31]
  - Maruta de Martirópolis, bisbe (ca. 420).
  - Beat Filippa Mareri, clarissa (1236);
  - Beat Nicola Paglia, dominic (1255);
  - Beat Francesc Toyama Jintaró, samurai i màrtir a Hiroshima (1624);
  - Beat Giuseppe Allamano, prevere (1926).
- Sants i beats que no figuren al Martirologi romà:
  - Sant Julià d'Egipte i companys màrtirs;
  - Sant Honest de Nimes, bisbe llegendari (ca. 289);
  - Sant Pàmfil de Beritos, màrtir (309);
  - Sant Simeó de Metz, bisbe (380);
  - Sant Faustí de Brescia, bisbe (381);
  - Sant Tigrides de Clarmont, prevere (388);
  - Sant Armentari de Lerina, bisbe d'Antibes (451);
  - Sant Tetradus de Bourges, bisbe (509-513);
  - Sant Àntim de Brantome, abat (s. VIII);
  - Sant Aganus d'Airola, abat (1100).
  - Beat Bernat de Scammacca, monjo (1486).
  - Beat Simone Fidati de Cascia, prevere agustinià (1348). Venerat a l'Orde de Sant Agustí:
  - Beat Pere de Castellnou, prevere màrtir (1208).Venerat a l'Orde del Cister:

Església Copta
- 9 Meixir: Barsuma de Síria (458); Pau el Sirià, màrtir a Alexandria.

Església Apostòlica Armènia
- 27 Arac: Simeó el Just, sacerdot;
- Adrià i Èubul de Cesarea, màrtirs;
- Escalita i Epifani, deixebles de Daniel;
- Esteve, baró, fill del gran príncep Lleó;
- Jimar de Van, màrtir sota Lenk-Timur-khan.

Església Ortodoxa Siríaca
- Barsauma de Síria, monjo (457).

Església Ortodoxa (segons el calendari julià)
- Se celebren els corresponents al 29 de febrer del calendari gregorià.

Església Ortodoxa (segons el calendari gregorià)
- Corresponen als del 3 de febrer del calendari julià.
  - Sant Azaries, profeta;
  - Sant Anna la Profetessa i Simeó el Just;
  - Sant Blai de Cesarea, màrtir (s. III);
  - Sant Pàpias, Diodor i Claudià, màrtirs (250);
  - Sant Pau el Sirià, màrtir (ca. 304);
  - Sant Adrià i Èubul de Cesarea, màrtirs (308-309);
  - Sant Pau i Simó, màrtirs; laudi, monjo;
  - Sant Anatoli d'Adana, bisbe (406); Rumel de Norden, eremita (s. VI);
  - Sant Òscar de Bremen, bisbe (865);
  - Sant Sviatoslav de Iur'ev, príncep, i Demetri el seu fill (1253);
  - Sant Romà d'Uglitx, príncep (1285);
  - Sant Simeó de Tver, bisbe (1289);
  - Sant Jaume de Sèrbia, arquebisbe (1292);
  - Sant Sabas de Ionannina (s. XV);
  - Sant Ignazij de Mariupol, bisbe (1786);
  - Sant Estamaci, Joan i Nicolau de Quios, màrtirs (1822);
  - Sant Pau de Simonov, monjo (1825);
  - Sant Isidor de Getsemaní en Moscou (translació de les relíquies, 1908);
  - Sant Nikolaj, arquebisbe al Japó (1912);
  - Sant Ivan, Timofeij, Adriados i Vladímir, preveres màrtirs (1938)

Esglésies luteranes
- Philipp Melanchthon, confessor (Lutheran Church Missouri Synod);
- Wilhelm Schmidt, enginyer (Església Evangèlica d'Alemanya) (1924).